# میتیور
میتیور (انگلیسی: Meteor) یک چارچوب وبی آنی جاوااسکریپت است که بر پایهٔ نود.جی‌اس نوشته شده‌است.
Meteor یک پلت فرم منبع باز برای ایجاد اپلیکیشن‌های تحت وب با کیفیت بالا تنها در کسری از زمان است. در واقع Meteor.js  یک فریم ورک جاوااسکریپت اپن سورس است که به کار برنامه نویسان (مبتدی یا حرفه ای) سرعت می‌بخشد. این فریم ورک جاوااسکریپت مواردی غیرمعمول مانند دسترسی کامل به دیتابیس در سمت کلاینت، اجرای یکسان کدها در دو سمت کلاینت و سرور را ارائه می‌دهد.